# MÁV 441 sorozat
A MÁV IV. osztályú később a MÁV 441 sorozatú mozdonyok a MÁV első hegyipálya tehervonati gőzmozdonysorozata volt. Az 1870 és 1874 között gyártott mozdonyokból az Első Magyar–Gácsországi Vasút (EMGV) is beszerzett három példányt, melyek hamarosan szintén a MÁV-hoz kerültek.

## Története
A Fiumei pályán nagyon meredek és hosszú emelkedők voltak, ezért új, nagyobb teljesítményű mozdonyokra volt szükség. A MÁV a IIIe osztály mellett egy négy kapcsolt kerékpárú mozdonyt rendelt. A Sigl 1870 és 1874 között 31 db mozdonyt szállított a MÁV-nak(később 4001-4032 pályaszámúak), és hármat az Első Magyar Gácsországi Vasútnak. (EMGV), amiket az EMGV államosításakor átszámoztak IV. osztály 4030-4032 pályaszámra a MÁV pályaszámrendszere szerint. A harmadik pályaszámrendszerben a mozdonyok a 441,001-032 pályaszámokat kapták.

## Szerkezete

### Kazán
A mozdony kazánjának rendszere szintén megegyezik a II. és III. osztályú mozdonyokéval. A jóval nagyobb teljesítmény miatt azonban a tűzszekrény felső részét jóval szélesebbre készítették, míg alsó részét összehúzták, hogy elférjen a kerekek között ahová benyúlt.
A tűzszekrény 15 mm-es vörösrézlemezből készült, a tűzcsőfal 34 mm-es volt.
A hosszkazánban 223 db 46,5/52 mm átmérőjű tűzcső került ami 169,7 m² fűtőfelületet szolgáltatott.
A tűztér mennyezetét Cramton rendszerű mennyezettartók merevítik, a hosszkazánhoz tám- és horgonycsavarok rögzítik.,
A kazán rostélyfelülete 2,05 m², gőzfejlesztő képessége 5200 kg/óra.
A kazán hazai szenekkel kb. 400 LE, jó minőségű kőszénnel 524 LE teljesítményt szolgáltatott.
A hosszkazánra hengeres öntöttvas kémény került, mely megmaradt miután a rövid füstszekrényt a szikraszórás csökkentése érdekében amerikai rendszerű síkszitás hosszú füstszekrényre építették át.

### Gépezet
A mozdony keretre az első kerékpár elé, a kéménnyel egyvonalban szerelték fel a két nagyméretű ikergőzhengert. A dugattyúk a 2330 mm-es hajtórúddal a harmadik kerékpárt hajtották. A pályaegyenlőtlenségek kiküszöbölésére az első és második, valamint a harmadik és negyedik tengelyeket összekötő hajtórúdba csukló csapszegeket építettek be. A negyedik tengely oldalirányú elmozdulásának biztosítására a forgócsapjait hosszabbra készítették. A gőzhengereket keresztezett rudazatos Stephenson vezérmű látta el gőzzel Trick rendszerű síktolattyúkon át. A tolattyúszekrény és a vezérmű alkatrészei a keret közé kerültek. A tolattyúk átkormányzása kormánycsavarral történik melyet közvetlenül az állókazánra szereltek és működését nem függetlenítették a kazán hő okozta hosszváltozásaitól.

### Keret, futómű
A mozdony keretszerkezete és elemei megegyeznek a MÁV II (236 sorozat) és III osztályú 335 sorozat) mozdonyok keretszerkezetével, csupán a nagyobb hossz miatt nem két, hanem három keresztmerevítője van. Ezek támasztják alá a hosszkazánt is.
A mozdony súlyát lemezes hordrugók adják át a tengelyeknek. Három rugópár biztosítja a teherátadást oly módon, hogy az első és harmadik rugópár az első és negyedik tengely ágytokjára támaszkodik, a második rugópár pedig mintegy himbaként a pályaegyenetlenségek kiegyenlítőjeként működve a második és harmadik tengelyre támaszkodik.
A negyedik tengely nem mereven volt ágyazva, oldalirányban 14-14 (összesen 28) mm-t elmozdulhatott a jobb ívfutás érdekében A kormányozhatóság érdekében ezen a mozdonyon alkalmazták először az oldalirányú tengelyelmozdulást.

### Mozdonysátor, segédberendezések
A mozdonyra a kor szokásának megfelelő mozdonysátor került. A hosszkazán elejére a futóhídra mindkét oldalra nagyméretű homokládát szereltek melyből kézi homokolóval szórtak homokot a második tengely kerekei elé.
Bár a mozdonyokat elsősorban nagy emelkedésű pályákra szánták, mégsem szereltek fel rájuk átmenő fékeket még a későbbiekben sem, csupán La Chatelier-féle ellengőzfék berendezést A mozdonyon kézifék volt, mely a szerkocsi mindhárom kerekét fékezte. Azt az öt mozdonyt, mely a csík-gyimesi vonalon személyvonatokat is továbbított gőzfűtő berendezéssel látták el.

## Sorsuk az első világháborút követően
A trianoni békediktátum után 8 mozdony maradt MÁV állományban melyeket, elavult szerkezetük ellenére a fennálló mozdonyhiány enyhítésére tovább használtak. Később pályaudvari tolató-szolgálatot láttak el, illetve tartalékmozdonyként szolgáltak.